# قائمة مدن سوريا
في سوريا أربع عشرة محافظة، وستون منطقة، وهي مقسمة إلى 206 نواحٍ. في كل محافظة توجد مدينة رئيسية، حيث توجد 48 مدينة و 6432 قرية في سوريا. وفي الأسفل توجد قائمة للمدن السورية.

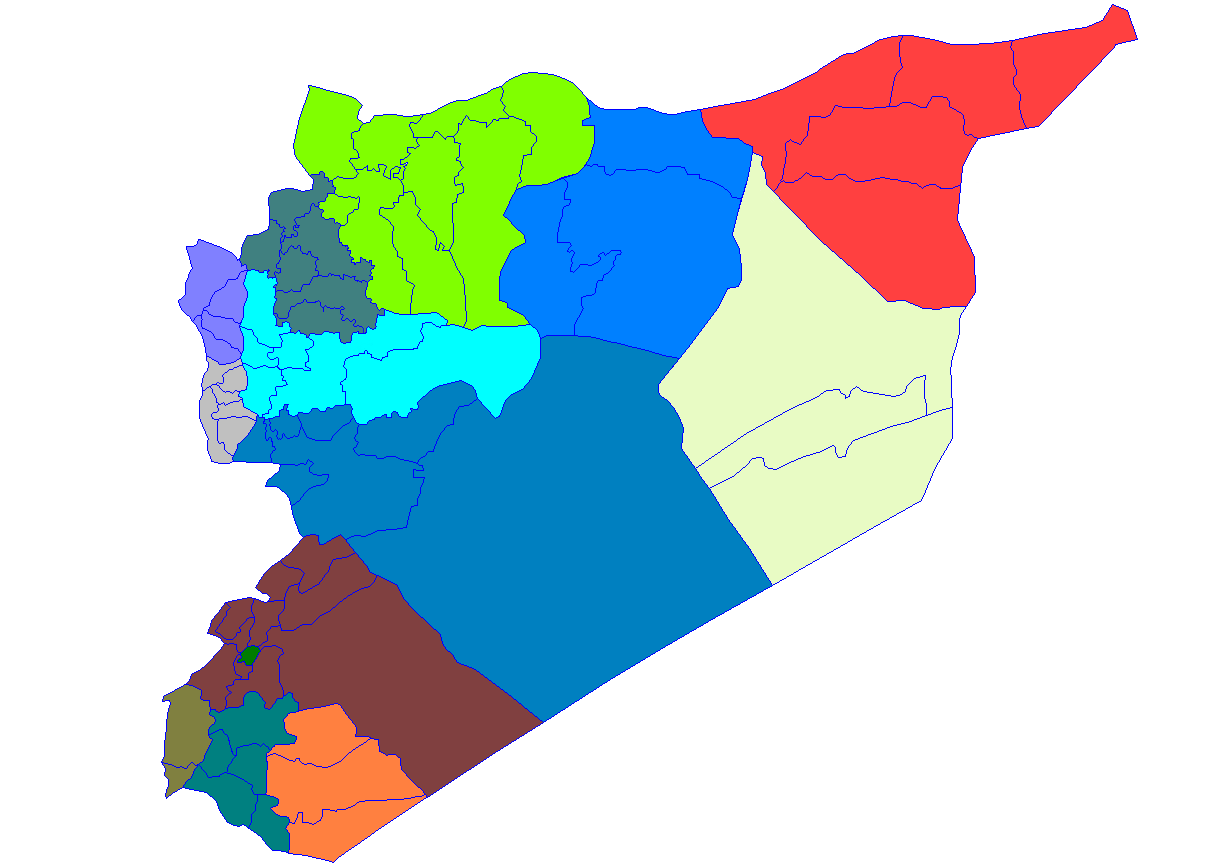
مناطق سوريا
محافظة الحسكة
محافظة دير الزور
محافظة الرقة
محافظة حلب
محافظة إدلب
محافظة اللاذقية
محافظة طرطوس
محافظة حماة
محافظة حمص
محافظة دمشق وريف دمشق
محافظة السويداء
محافظة درعا
محافظة القنيطرة

| دمشق ريف دمشق القنيطرة درعا السويداء حمص طرطوس اللاذقية حماة إدلب حلب الرقة دير الزور الحسكة |

## مدن مناطق سوريا